# Güdeli, Suşehri
Güdeli là một xã thuộc huyện Suşehri, tỉnh Sivas, Thổ Nhĩ Kỳ. Dân số thời điểm năm 2011 là 143 người.